# Ricardo Peláez
Ricardo Peláez Linares (født 14. marts 1963 i Mexico City, Mexico) er en tidligere mexicansk fodboldspiller (angriber).
Peláez spillede på klubplan hele sin karriere i hjemlandet, hvor han repræsenterede henholdsvis América, Necaxa og Chivas Guadalajara. Med både América og Necaxa var han med til at vinde det mexicanske mesterskab.
Peláez spillede desuden 43 kampe og scorede 16 mål for Mexicos landshold. Som 35-årig, og i de sidste sæsoner af sin karriere, blev han udtaget til den mexicanske trup til VM i 1998 i Frankrig. Han scorede to mål i turneringen, ét mod Sydkorea og et mod Holland, og var dermed væsentligt bidragende til, at holdet avancerede til 1/8-finalen, der dog blev endestationen.
Han var også med til at vinde guld ved de nordamerikanske mesterskaber CONCACAF Gold Cup i 1996.

## Titler
Liga MX
- 1986 med América
- 1995 og 1996 med Necaxa

Copa MX
- 1995 med Necaxa

CONCACAF Gold Cup
- 1996 med Mexico